# Renan BE
| BE ist das Kürzel für den Kanton Bern in der Schweiz. Es wird verwendet, um Verwechslungen mit anderen Einträgen des Namens Renan zu vermeiden. |

Renan ist eine politische Gemeinde im Verwaltungskreis Berner Jura des Kantons Bern in der Schweiz. Der frühere deutsche Name Rennen wird heute nicht mehr verwendet.

## Geographie
Renan liegt auf 907 m ü. M., 8 km ostnordöstlich von La Chaux-de-Fonds (Luftlinie). Das Dorf erstreckt sich im westlichen oberen Teil des Juralängstals Vallon de Saint-Imier, auf der linken Seite der Schüss (französisch Suze), am unteren Südhang der Montagne du Droit.
Die Fläche des 12,6 km² grossen Gemeindegebiets umfasst den obersten Abschnitt des Vallon de Saint-Imier, das von der Schüss entwässert wird. Den zentralen Teil nimmt das gegen Westen schmaler werdende Talbecken ein. Im Norden reicht das Gebiet auf die Antiklinale der Montagne du Droit (auf dem Boden von Renan bis 1080 m ü. M.). Nach Süden erstreckt sich die Gemeindefläche auf die nördlichste Krete der in mehrere Teilkämme aufgegliederten Kette des Mont d’Amin. Auf dieser Kette liegt mit 1265 m ü. M. der höchste Punkt von Renan. In die Nordflanke hat ein kleiner Bach durch Erosion das Felstal L’Embossu eingegraben. Ganz im Westen reicht die Gemeinde bis an die Hänge nördlich des Passübergangs Vue des Alpes. Auf den Kämmen der Montagne du Droit und der Mont d'Amin-Kette befinden sich ausgedehnte Jurahochweiden mit den typischen mächtigen Fichten, die entweder einzeln oder in Gruppen stehen. Von der Gemeindefläche entfielen 1997 6 % auf Siedlungen, 34 % auf Wald und Gehölze und 60 % auf Landwirtschaft.
Zu Renan gehören die Streusiedlungen La Cibourg und Les Convers, die zahlreiche Bauernhäuser entlang der Strasse von Renan auf die Vue des Alpes umfasst, sowie viele Einzelhöfe, die weit verstreut im Tal und auf den Jurahöhen liegen. Nachbargemeinden von Renan sind La Ferrière und Sonvilier im Kanton Bern sowie Val-de-Ruz und La Chaux-de-Fonds im Kanton Neuenburg.

## Bevölkerung
| Bevölkerungsentwicklung | Bevölkerungsentwicklung |
| Jahr                    | Einwohner               |
| ----------------------- | ----------------------- |
| 1850                    | 1'820                   |
| 1860                    | 2'097                   |
| 1900                    | 1'746                   |
| 1910                    | 1'455                   |
| 1930                    | 1'176                   |
| 1950                    | 1'042                   |
| 1960                    | 1'091                   |
| 1970                    | 1'094                   |
| 1980                    | 882                     |
| 1990                    | 884                     |
| 2000                    | 836                     |
| 2022                    | 977                     |

Mit 937 Einwohnern (Stand 31. Dezember 2023) gehört Renan zu den mittelgrossen Gemeinden des Berner Juras. Von den Bewohnern sind 70,6 % französischsprachig, 25,8 % deutschsprachig und 1,1 % italienischsprachig (Stand 2000). Die Bevölkerungszahl von Renan erreichte ihren Höchststand bereits 1860. Danach hat sie bis 1940 durch starke Abwanderung um über 50 % abgenommen. Nach einer Stagnationsphase wurde in den 1970er Jahren infolge der Wirtschaftskrise erneut ein deutlicher Rückgang verzeichnet. Seither werden nur noch geringe Schwankungen beobachtet.

## Politik
Bei den Nationalratswahlen 2023 betrugen die Wähleranteile in Renan (in Klammern die Veränderung im Vergleich zu den Wahlen 2019 in Prozentpunkten): SVP 40,20 % (+14,90), SP 20,80 % (+4,97), Grüne 17,13 % (−2,95), EVP 5,45 % (+0,91), FDP 5,18 % (−0,07), Mitte 4,63 % (−3,40), glp 3,67 % (−1,22), EDU 0,69 % (−3,20), SD 0,24 % (−0,49).

## Wirtschaft
Renan war bis in die erste Hälfte des 19. Jahrhunderts hauptsächlich von der Landwirtschaft geprägt. Danach setzte mit der Einführung der Uhrenindustrie ein rascher wirtschaftlicher Aufschwung ein. Durch die Krise in der Uhrenherstellung hat Renan schwer gelitten. Heute gibt es Arbeitsplätze im Bereich der Uhrmacherei, im lokalen Gewerbe, und auch die Landwirtschaft spielt noch eine bedeutende Rolle, wobei Viehzucht und Milchwirtschaft überwiegen. Zahlreiche Erwerbstätige sind Wegpendler und arbeiten in La Chaux-de-Fonds oder in Saint-Imier.

## Verkehr
Die Gemeinde ist verkehrsmässig recht gut erschlossen. Sie liegt an der rege befahrenen Hauptstrasse 30 von Biel nach La Chaux-de-Fonds, die bei Renan das Vallon de Saint-Imier verlässt und auf die Höhe von La Cibourg ansteigt. Am 30. April 1874 wurde die Eisenbahnlinie von Biel nach Convers mit einem Bahnhof in Renan eröffnet. Der Halt Le Creux ist nicht mehr in Betrieb; ebenso der Halt in Convers an der Bahnstrecke von Neuchâtel nach La Chaux-de-Fonds. Beide bedienten den obersten Abschnitt des Tals.

## Geschichte

Luftbild aus 100 m von Walter Mittelholzer (1925)

Die erste schriftliche Erwähnung des Dorfes erfolgte 1178 unter dem Namen Runens. Das Kapitel Saint-Imier hatte Grundbesitz in Renan. Während des Dreissigjährigen Krieges wurde der Ort geplündert und gebrandschatzt. Das Dorf gehörte bis 1797 zur Herrschaft Erguel, die dem Fürstbistum Basel unterstand, wobei auch die Stadt Biel zeitweise grösseren Einfluss ausübte. Von 1797 bis 1815 gehörte Renan zu Frankreich und war anfangs Teil des Département Mont-Terrible, das 1800 mit dem Département Haut-Rhin verbunden wurde. Durch den Entscheid des Wiener Kongresses kam der Ort 1815 an den Kanton Bern zum Bezirk Courtelary.
Im Generalstreik 1918 entschloss sich die Arbeiterschaft einstimmig zum Streik. Streikposten wurden aufgestellt und bis auf die Fabrik Wuilleumier stellten alle Uhrenfabriken die Arbeit ein. Die übrigen Arbeiter eilten ihren Kollegen in St-Imier zur Hilfe. Am zweiten Tag des Streiks erwiderten diese ihnen die Hilfe und unterstützten sie beim Protest bei Wuilleumier. Sie setzten auch dort die Arbeitniederlegung durch.

## Sehenswürdigkeiten
Die reformierte Dorfkirche wurde 1627–1630 errichtet, 1885 wurde ein neugotischer Glockenturm angebaut. Das Ortsbild mit schachbrettartigem Grundriss und kubischen drei- bis vierstöckigen Wohnhäusern von 1820–1850 zeigt den typischen Charakter der Dörfer des oberen Vallon de Saint-Imier und des nördlichen Teils des Val de Ruz. Einige Villen stammen aus der Zeit um 1900. In Les Convers befinden sich zahlreiche alte Bauernhäuser aus dem 17. und 18. Jahrhundert.

## Persönlichkeiten
- Paul-Henri Besson (1829–1877), evangelischer Geistlicher und Dichter
- André Evard (1876–1972), Maler[7]

## Bilder

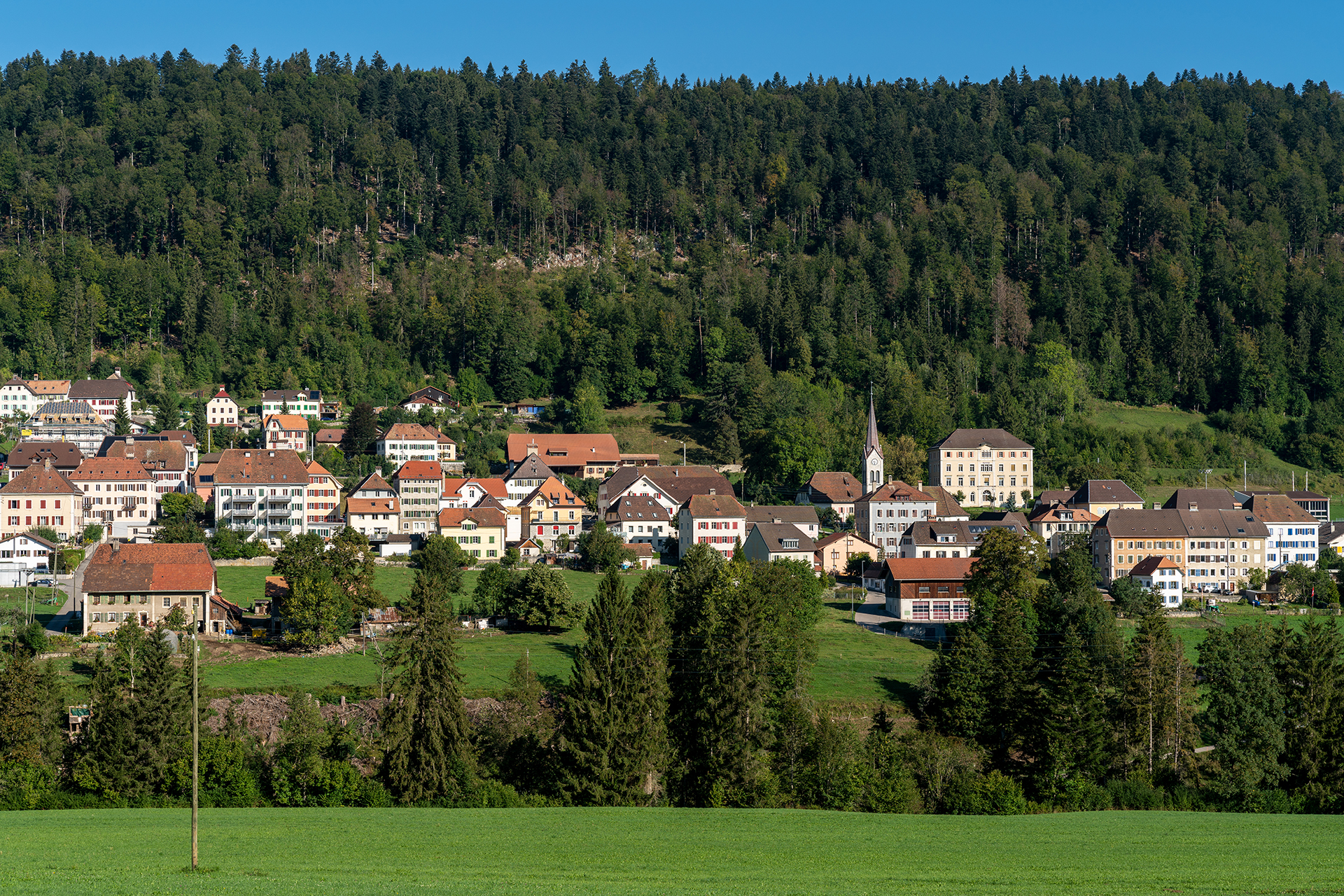
Blick zum Dorfzentrum
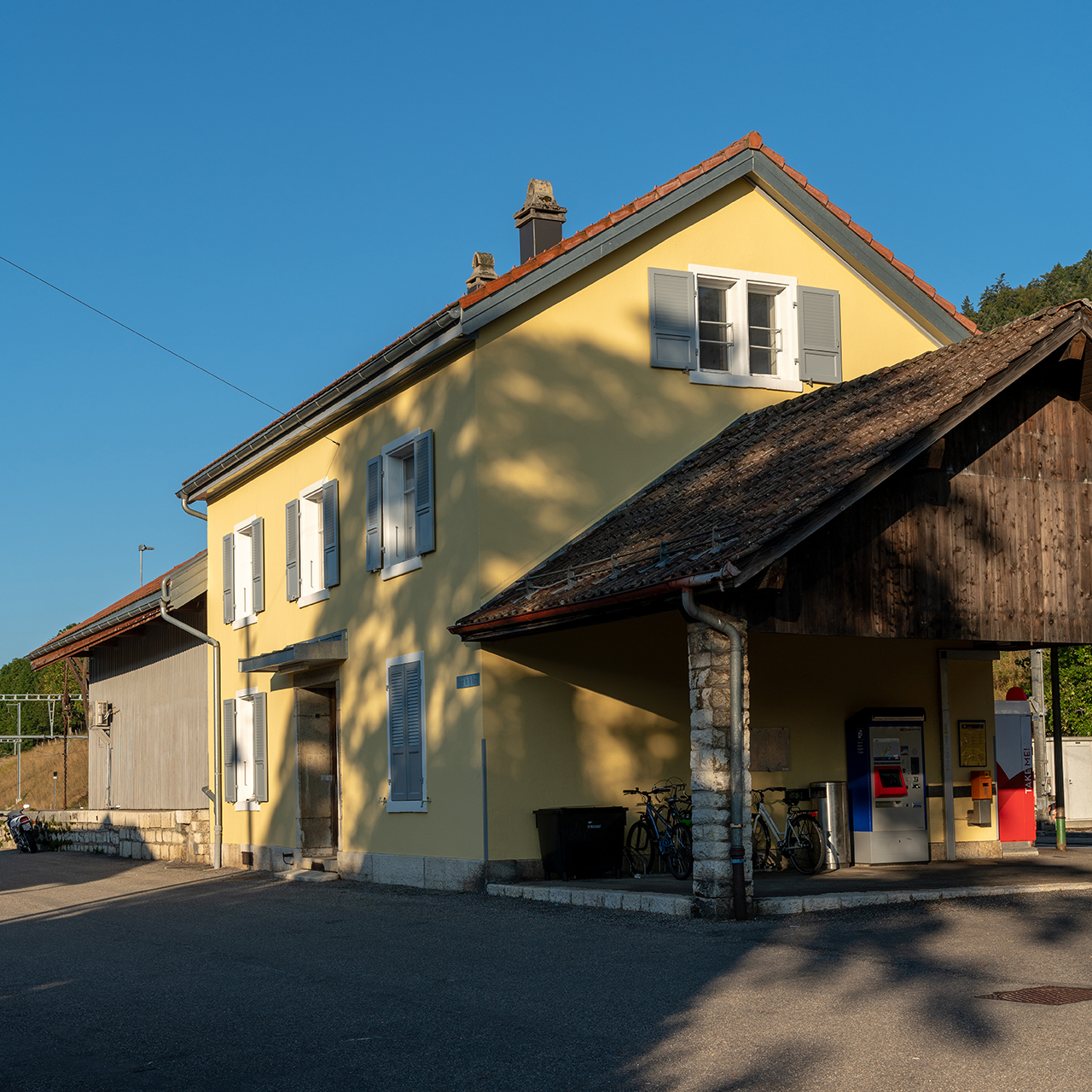
Bahnhof der SBB
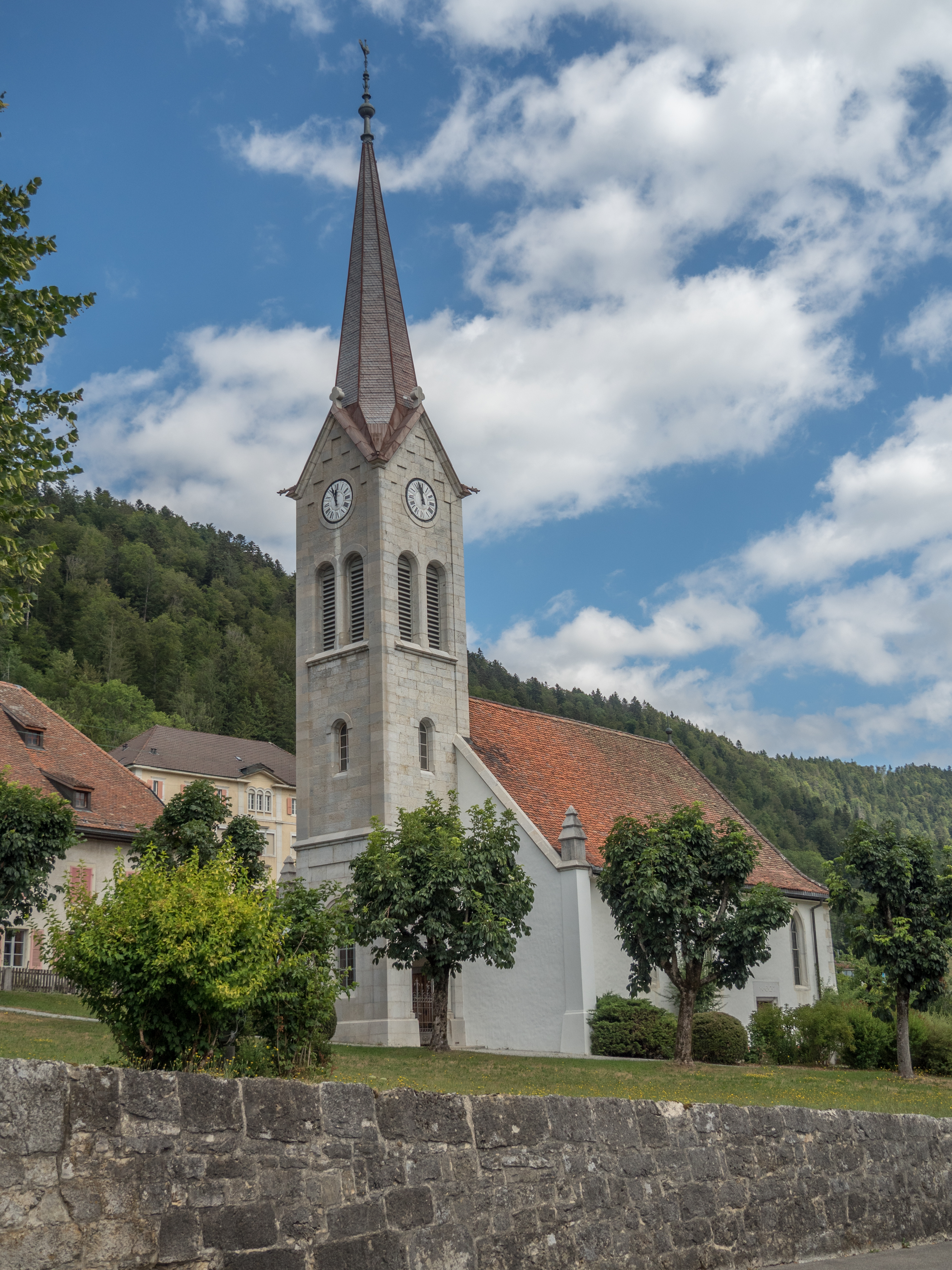
Reformierte Kirche
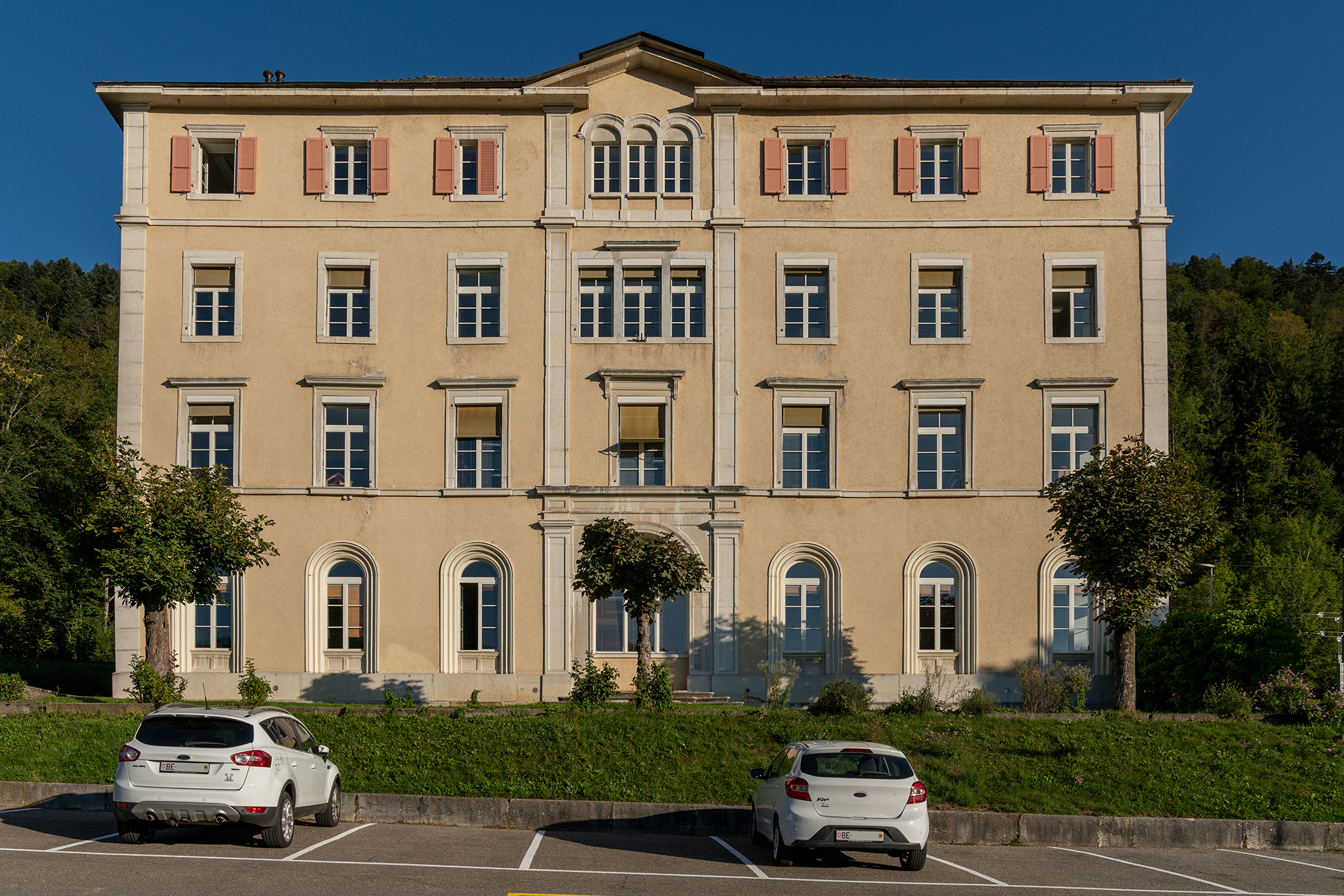
Primarschulhaus / Gemeindeverwaltung
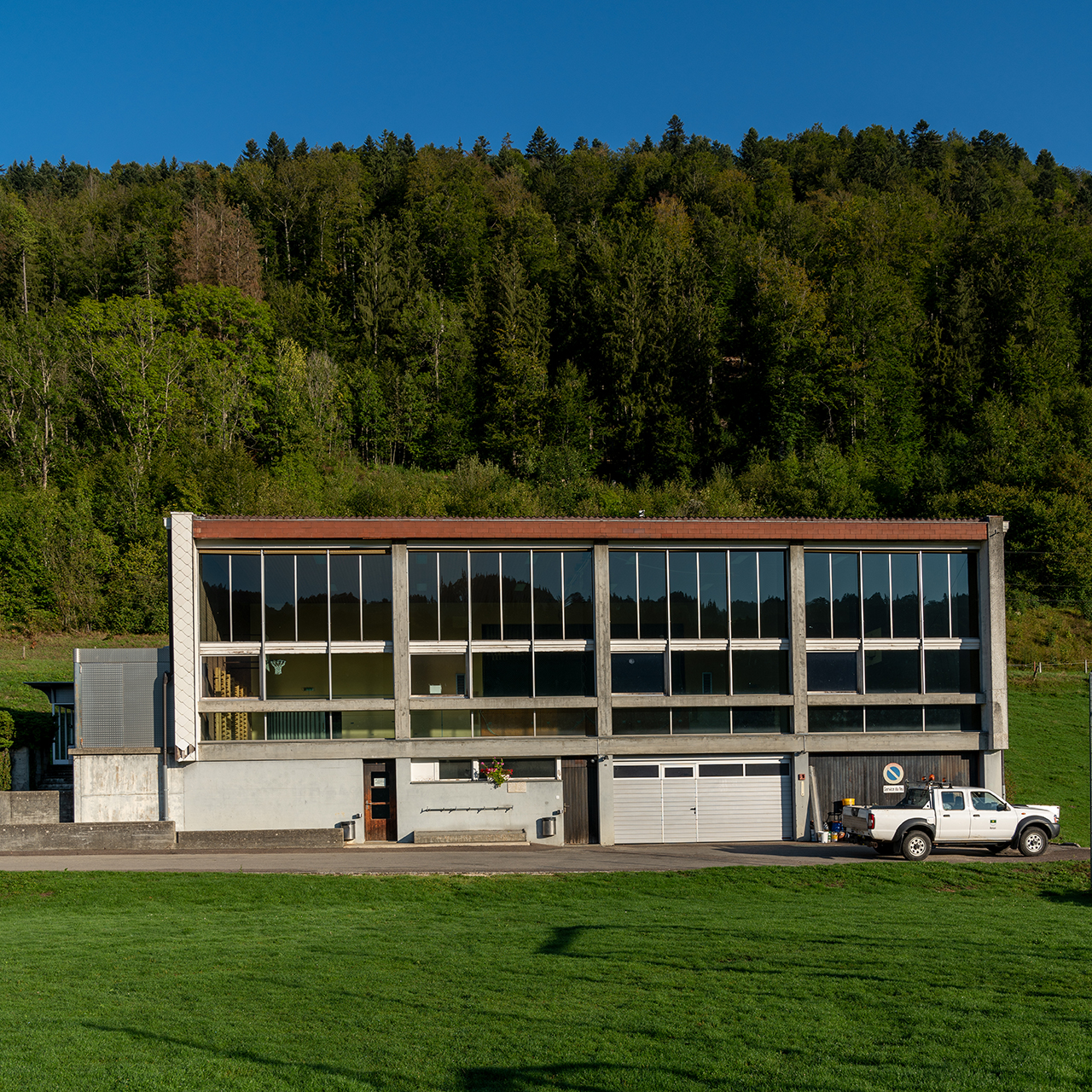
Turnhalle
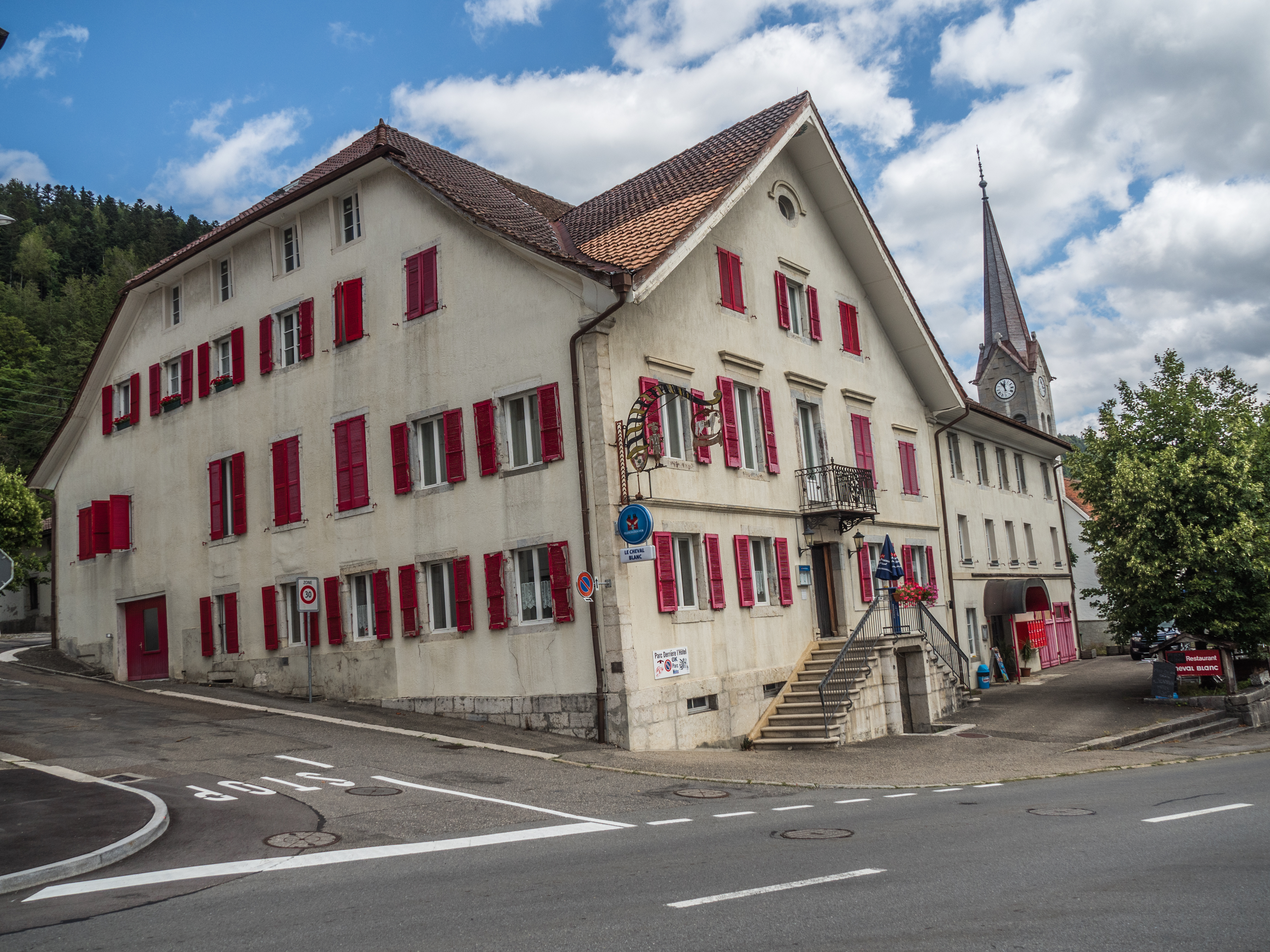
Hotel-Restaurant «Cheval Blanc»
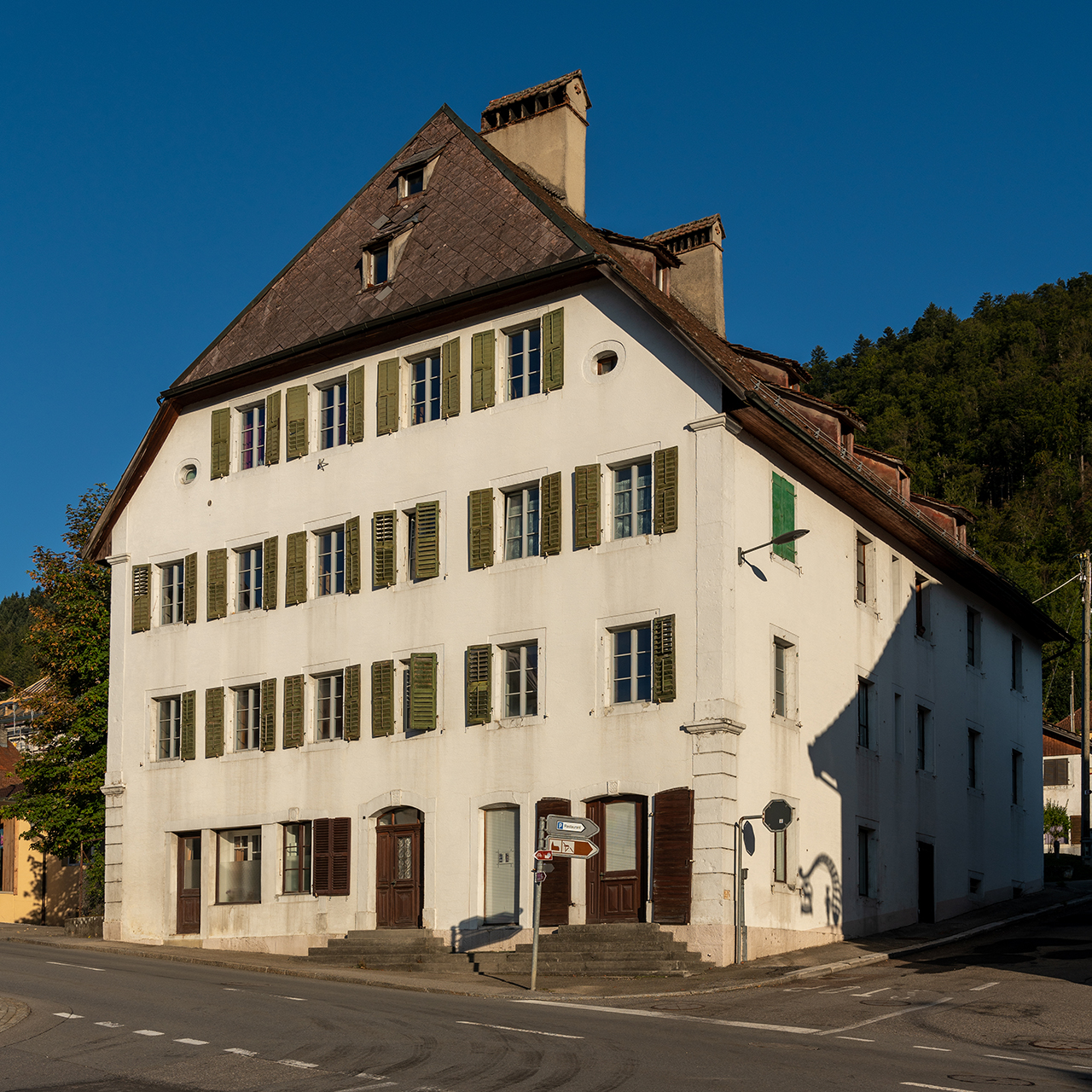
Ortstypisches, mehrstöckiges Kubus-Steinhaus